# Cuenca sedimentaria

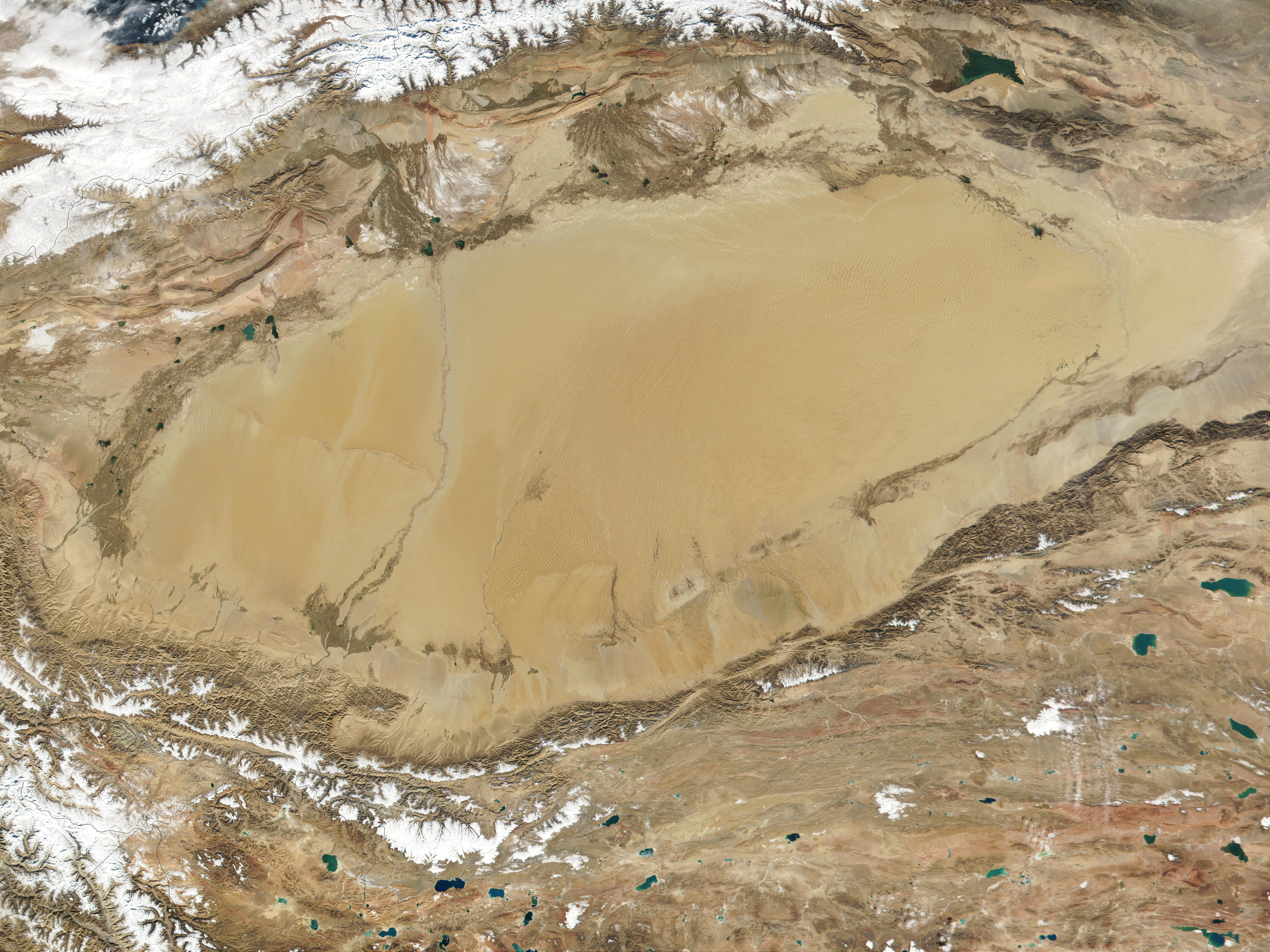
Desierto de Taklamakán, bajo la superficie del cual yace la cuenca sedimentaria del Tarim, una acumulación de varios kilómetros de espesor de sedimentos transportados por la red fluvial desde la meseta tibetana, al sur, y desde la cordillera del Tian Shan, al norte. La longitud de la cuenca es de unos 1000 km; el norte está aproximadamente en la parte superior de la imagen.

Una cuenca sedimentaria es una zona deprimida de la corteza terrestre de origen tectónico donde se acumulan sedimentos. Para su formación se requiere un proceso de subsidencia prolongada. Los límites geográficos de las cuencas sedimentarias están definidos por los límites de las zonas subsidentes y las zonas en proceso de levantamiento o estables que las bordean. Una cuenca sedimentaria se considera activa mientras duren los procesos tectónicos que la originaron, tanto de subsidencia de la misma como de elevación de las áreas circundantes.
El análisis de cuencas es la parte de la estratigrafía que se ocupa del estudio de las cuencas sedimentarias; de hecho el análisis de las cuencas sedimentarias es el fin último, ideal, de los estudios estratigráficos, integrando los datos estratigráficos de los materiales de relleno junto a otros tectónicos, petrológicos, geoquímicos, etc.

## Posibles fuentes de sedimentos
- Un relieve topográfico importante, que unido a un mecanismo erosivo eficaz y a un proceso de transporte hasta la cuenca permiten el relleno sedimentario de la cuenca.
- Un aporte importante de carbonato cálcico de origen biológico (p.e., arrecifes coralinos en climas cálidos).

Además, el crecimiento de la cuenca es favorecido por el hundimiento de la corteza de la tierra, que proporciona mayor espacio de acumulación del sedimento.

## Tipos de cuencas sedimentarias

### Cuencas marginales
Formadas en los márgenes de los continentes, generalmente frente a las desembocaduras de ríos de importancia. Ej.: Delta del Nilo.

### Cuencas sedimentarias de antepaís
Formadas junto a orógenos compresivos debido a la flexión de la litosfera terrestre bajo el peso de las rocas apiladas durante la colisión tectónica. Ej.: Cuenca del Ganges, junto al Himalaya.

### Cuencas extensivas
Formadas en zonas donde la corteza terrestre ha sido extendida y adelgazada. Ej.: Graben del Rin.

### Cuencas depull-apart
Formadas en zonas de desgarre tectónico (strike-slip) en las que dos placas tectónicas se desplazan sin producir extensión ni compresión, es decir, paralelamente a la zona de falla que las separa. La cuenca se forma entonces en la región donde dicha falla de rumbo cambia su dirección. Ej.: Mar Muerto.

### Cuencas carbonatadas
Formadas por acumulación de carbonato cálcico biótico. Ej.: Cuenca del mar Caribe.

### Cuencas de intraplaca
Formadas en el interior de los continentes en ausencia de deformación tectónica por fallas, generalmente a consecuencia de la subsidencia o hundimiento del terreno por fenómenos como la topografía dinámica (relacionada al flujo en el manto terrestre). Un ejemplo es la cuenca del lago Chad.

## Relevancia

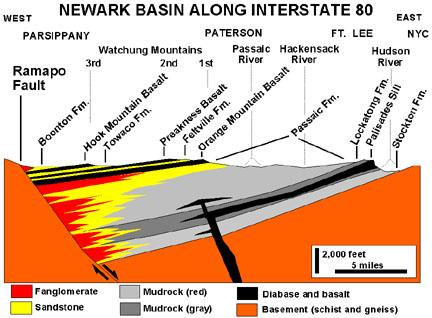
Sección geológica de una cuenca sedimentaria antigua (cuenca de Newark, Nueva Jersey, Estados Unidos).

La principal importancia social de las cuencas sedimentarias es que en ellas ocurren las condiciones ideales para la formación de petróleo, gas natural o carbón y la acumulación de otros minerales. Normalmente los depósitos metálicos son de origen sinsedimentario (contemporáneos de la sedimentación), mientras que los de hidrocarburos son postdeposicionales, derivados, producto de la circulación de fluidos a través de los materiales de relleno de la cuenca.
La principal relevancia desde el punto de vista científico es que la estructura y edad del relleno sedimentario de las cuencas constituyen el mejor registro de eventos de deformación tectónica, de la evolución climática y de otros procesos geológicos.